# Jardin batelier
Les jardins bateliers sont des ensembles de parcelles horticoles, indépendantes de la possession d'une habitation à terre, et réservées aux bateliers. 
Les villes de mariniers, comme Saint-Mammès, en Seine-et-Marne (France), conservent un réseau de jardins bateliers qui s'étend derrière la façade sur quai. D'étroites venelles, presque invisibles entre les maisons, desservent une multitude de parcelles utilisées à l'origine par les bateliers pour compléter leurs maigres revenus. 
Habitués à l'espace exigu de leurs cabines, ils cultivaient, pendant les périodes de chômage ou d'étiage des canaux, des enclos miniatures ne dépassant guère les 50 m2. 